# Le Breil-sur-Mérize
Le Breil-sur-Mérize ist eine französische Gemeinde mit 1562 Einwohnern (Stand 1. Januar 2022) im Département Sarthe in der Region Pays de la Loire. Sie gehört zum Arrondissement Mamers und zum Kanton Savigné-l’Évêque.
Nachbargemeinden von Le Breil sind Soulitré, Nuillé-le-Jalais, Thorigné-sur-Dué, Saint-Michel-de-Chavaignes, Bouloire, Surfonds und Ardenay-sur-Mérize.

## Bevölkerungsentwicklung
| Jahr      | 1962 | 1968 | 1975 | 1982 | 1990 | 1999 | 2007 |
| Einwohner | 1162 | 1059 | 1025 | 1076 | 1079 | 1113 | 1390 |

## Sehenswürdigkeiten

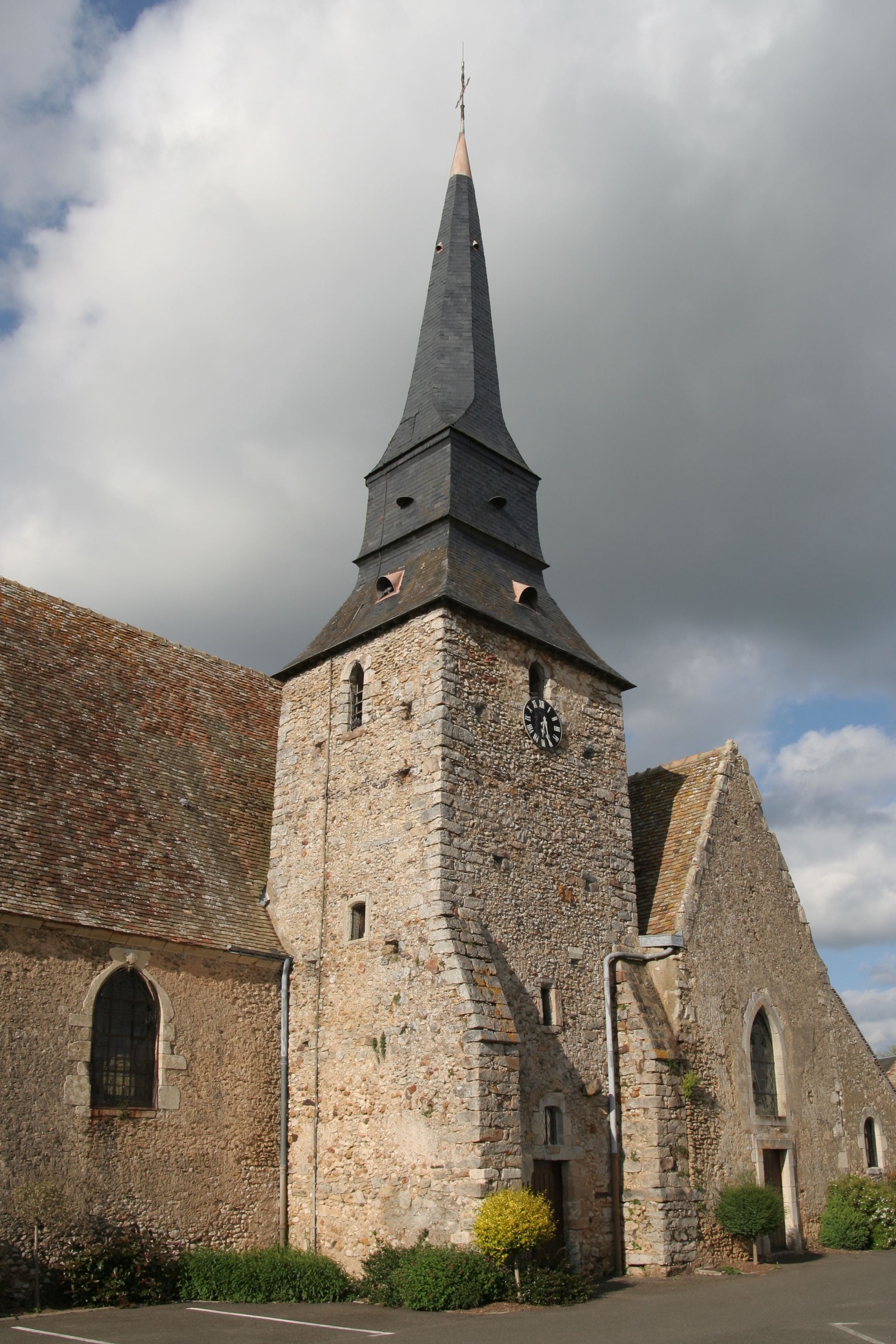
Kirche St-Pierre

- Schloss Le Pescheray
- Kirche St-Pierre